# 排水トラップ

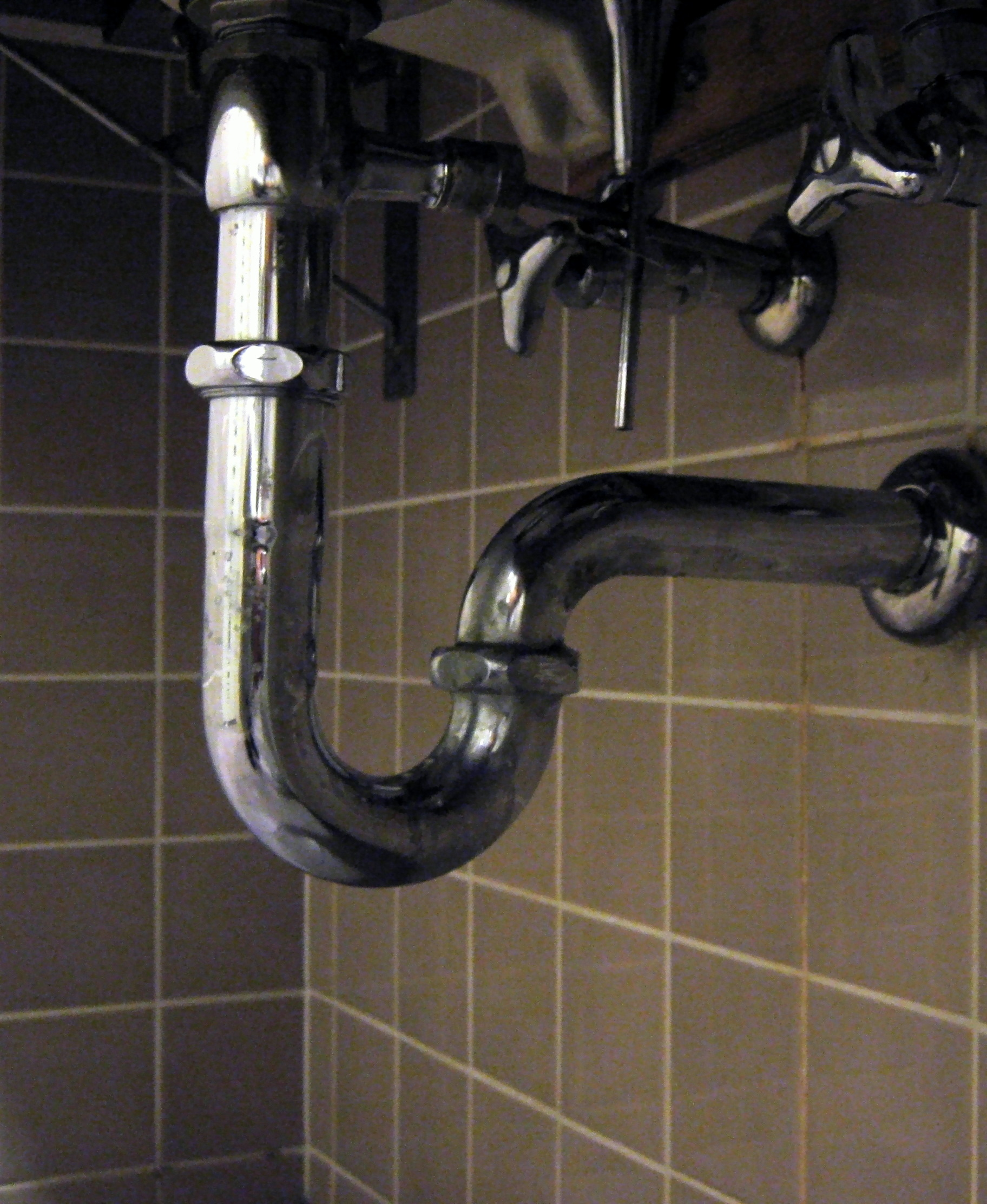
Pトラップ

排水トラップ（はいすいトラップ）は、排水設備の配管の途中に設けられ下水道の悪臭やガスが屋内へ侵入するのを防ぐ器具や装置、または構造。害虫やネズミなどを屋内に進入させない字義通りのトラップの働きもする。
排水管にはほぼ必須のものではあるが、反面ゴミが溜まりやすくパイプ詰まりの原因になりやすい。そのため清掃のために開けられる構造になっていることが多い。流し台・洗髪台・雨水配管など固体分の多い場合、ガソリンスタンドなど危険物が流れ出す恐れのある場合、土砂・生ゴミ・グリス・可燃性液体などを溜めるための阻集器を持つものがある。このような外部への流出を防止するためのものを特にグリース・トラップなどと呼ぶ。日本では、建築物の配水管には建築基準法施行令129条の2の5により設置が義務付けられている。

## 構造
排水トラップは、排水経路の途中を水で常に遮断しておく構造を持つ（これを封水（ふうすい）または水封（すいふう）と呼ぶ）。経路を水で塞ぐことによりそこから先の空気や硫化水素等のガスを遮断する。また衛生害虫等の排水管から屋内への侵入を防止する。

## 型式

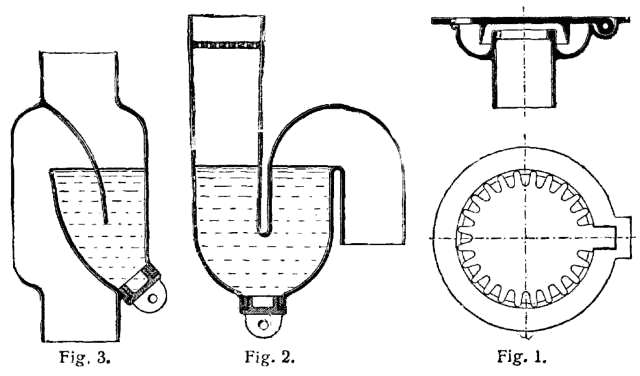
トラップの種類
Fig-1:ベルトラップ、Fi-g-2, -3: Sトラップ

管トラップ
洗面器などの排水管をわざとS字型などに曲げ水が溜まり栓となるようにしたもの。S字型に曲がり床に抜けるのをSトラップ、壁に水平に抜けるのをPトラップ、出入口ともに水平の場合Uトラップという。管トラップは、他の器具トラップと比べて小型で済む点、水封部は排水そのものによって常に洗浄される（自己洗浄作用）点が大きな長所である。短所としては、Sトラップは自己サイフォン現象や毛細管現象（説明は下記）が発生しやすいこと、Uトラップは底部に沈殿物が溜まりやすいこと、管トラップそのものが他の器具トラップと比べて破封しやすいことなどが挙げられる。アメリカ合衆国の一部地域では、破封の可能性が高いSトラップの設置は禁止されている。
衛生器具作りつけトラップ
水洗式の便器など。サイフォン式水封トラップという。
ベルトラップ（椀トラップ）
お椀を伏せたような形状あるいはベル状のもの。水封部の水量が少なく破封しやすい。また椀部は容易に取り外すことができるようになっている製品が多く、取り外した場合トラップとしての機能が失われ、悪臭やガスが逆流してくるので注意が必要である。台所の流し台・浴室の床などの排水口などで使用される。
ドラムトラップ
管路の一部に排水管径の2.5倍以上のドラム型の水封部を設けたもの。水封部の水量が多く破封しにくい。沈殿物が溜まりやすい。清掃用流しなどに使用される。

## 破封
破封とは、トラップ内の水が減少しトラップとしての機能を失う現象である。
自己サイフォン現象
洗面器などの大量に水をためて使用する器具で、器具・トラップ・排水管が連続したサイフォンとして働き、内部の水が排水されることがある。
吸出し作用
縦管の上部から大量に排水された場合、排水縦管に近い位置にトラップが設置されるとトラップ内の水が一緒に排水されることがある。共同住宅のような住居系建物では上階の居住者が浴槽の残り湯を流した場合、下階の住居で影響が起きる可能性がある。
はね出し作用
横走り管が短く排水縦管に近い位置にトラップが設置されると、上部から縦管に大量に排水された場合、排水管内から空気と共にトラップ内の水が室内側に噴出することがある。
毛細管現象
内部に繊維状の物体が垂れ下がると、毛細管現象により内部の水が排水される。浴室の床用の排水孔では皮脂や石鹸等がトラップ内にこびりつきやすく、また目が行き届きにくい場所であるために毛髪が汚れに絡みついても気付かずに毛管現象により破封することがある。
蒸発
長期間排水が流れないと蒸発により内部の水が減少する。
防止法としては、次のような配慮が必要である。
- 通気設備を適切に配置する。
- 器具およびトラップから排水縦管までの横走り配管の管径および距離を適切にする。
- 器具およびトラップの清掃・定期的な排水を行う。

## 二重トラップの禁止
二重トラップ（ダブルトラップ）とは、1個の器具の配管に直列に2個以上のトラップを接続することである。トラップ間にある空気は行き場が無くなるので排水の流れを阻害する。これが抵抗となって排水不良の原因となるため日本では禁止されている。施工ミスで二重にしてしまうケースが多く、トラップ付き桝（トラップ桝）を設置しているにも拘らず途中でトラップをつけてしまう等がある。その場合は途中のトラップを取り除き、パイプで繋げて改善する。
なかでも、汚水桝と排水トラップによる「二重トラップ」は、実際に多いミスなので十分注意したい。